# Epactiochernes
Genre
Epactiochernes est un genre de pseudoscorpions de la famille des Chernetidae.

## Distribution
Les espèces de ce genre se rencontrent aux États-Unis et aux Antilles.

## Liste des espèces
Selon Pseudoscorpions of the World (version 3.0) :
- Epactiochernes insularum Muchmore, 1974
- Epactiochernes tristis (Banks, 1891)
- Epactiochernes tumidus (Banks, 1895)

## Publication originale
- Muchmore, 1974 : Pseudoscorpions from Florida. 3. Epactiochernes, a new genus based upon Chelanops tumidus Banks (Chernetidae). Florida Entomologist, vol. 57, no 4, p. 397-407 (texte intégral).